# 32.ª Avenida Suroeste
La 32.ª Avenida Suroeste (Trigesimosegunda Avenida Suroeste) es una arteria secundaria de la ciudad de Managua, Nicaragua, que se extiende de norte a sur con varios segmentos discontinuos.

## Trazado
El primer tramo de la avenida inicia en la Calle Central (Managua) en el barrio Monseñor Lezcano Oeste, atravesando la Pista Las Brisas y continuando en dirección sur hacia el sector del Reparto España, donde culmina temporalmente antes de la NIC-2.
El segundo tramo aparece más al sur desde la intersección con la Pista Juan Pablo II en el sector occidental del Hospital General Occidental de Managua, extendiéndose a través del Barrio Camilo Ortega hasta finalizar en la 77.ª Calle Suroeste en una zona residencial.

## Intersecciones principales
- Calle Central (Managua) – Inicio en el sector norte
- Pista Las Brisas – Conexión clave con vía primaria
- NIC-2 – Cruce en el sector de Jardines de Managua
- Pista Juan Pablo II – Conexión con el sistema vial periférico
- 41.ª Calle Suroeste – Finalización en zona residencial

## Barrios que atraviesa
- Monseñor Lezcano Oeste
- Reparto España
- Jardines de Managua
- Camilo Ortega

## Coordenadas
12°8′9″N 86°16′4″O / 12.13583, -86.26778